# Glas Isar

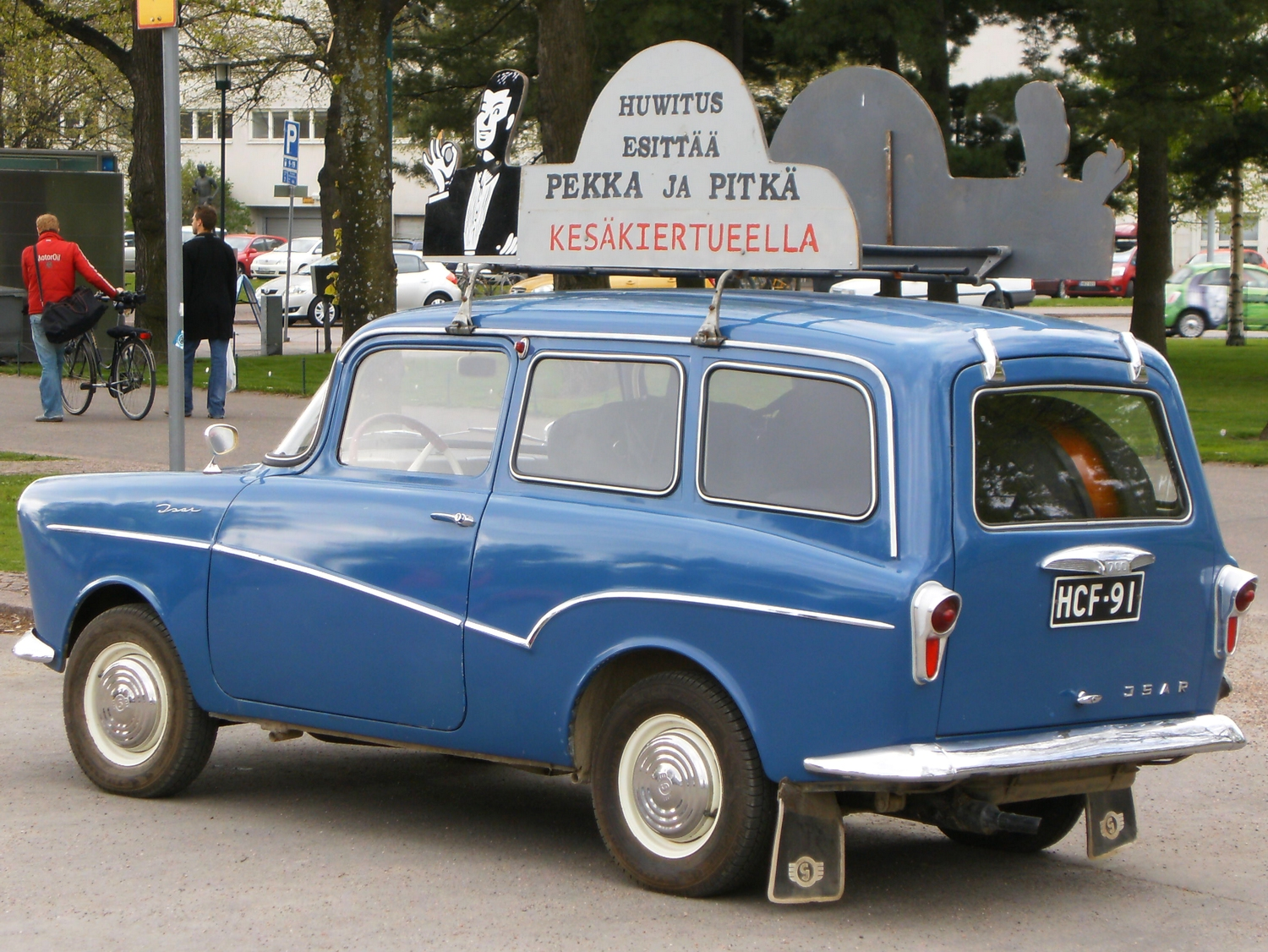
Uma kombi (perua/carrinha) se juntou à linha ao mesmo tempo em que o carro foi renomeado como "Isar" em 1959.

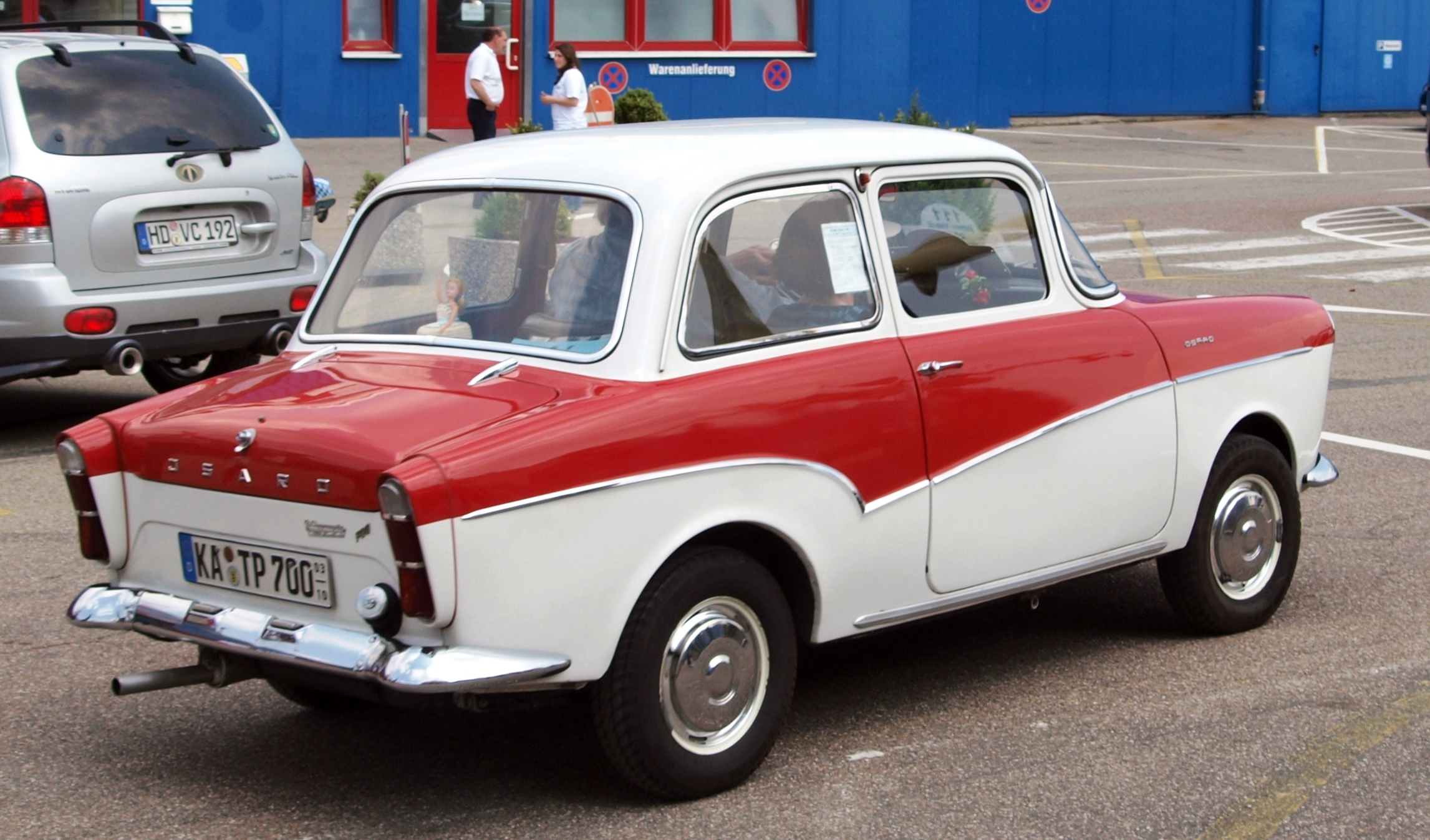
A modernização de 1960 contou com as luzes traseiras aumentadas e o para-choque traseiro - agora (opcionalmente) cromado - remodelado para acomodar essa mudança. Para certos mercados de exportação, como aqui, o carro foi marcado como "Isard" em vez de "Isar" por causa da crença de que pessoas que não falavam alemão poderiam pensar que o nome "Isar" soava "bobo".

O Glas Isar é um carro de duas portas e quatro lugares do segmento B produzido pela Hans Glas GmbH em sua fábrica de Dingolfing. O carro foi apresentado pela primeira vez como Goggomobil T600 em setembro de 1957 no Salão do Automóvel de Frankfurt, com produção em massa começando em agosto de 1958.
Inicialmente, Glas o descreveu simplesmente como um "grande Goggomobil", mas no outono de 1959 ele foi renomeado como Glas Isar. Ao mesmo tempo, uma versão kombi (perua/carrinha) se juntou à linha. Uma pequena reestilização ocorreu em agosto de 1960 e o Isar continuou em produção até o final do verão de 1965.
O carro recebeu o nome do rio Isar, que vem dos Alpes, flui pela capital da Baviera, Munique, e eventualmente se esvazia após uma viagem de quase 300 quilômetros perto de Deggendorf, onde a Glas tem sua sede, no Danúbio.

## Origens
O carro que apareceu no Salão do Automóvel de Frankfurt de 1957 foi um protótipo que, no evento, diferia significativamente do carro que entrou em produção no ano seguinte, pois usava tração dianteira. Na maioria dos outros aspectos, principalmente em relação ao motor boxer de dois cilindros e ao formato geral do carro, apenas pequenas mudanças estilísticas diferenciavam os carros que entraram em produção em 1958 dos protótipos de 1957.
O protótipo de tração dianteira era instável, no entanto, devido à maneira como o motor era colocado muito à frente do eixo dianteiro e bem acima do trem de força de tração dianteira, no que era um carro relativamente leve. Colocar o motor mais para trás em relação às rodas dianteiras envolveria um nível de reengenharia para o qual nem tempo nem dinheiro estavam disponíveis. A decisão foi, portanto, tomada para mudar para uma configuração de tração traseira. A decisão tardia levou a problemas com a caixa de câmbio, no entanto, que não pôde ser redesenhada neste estágio e foi simplesmente trocada para permitir o fato de que o eixo de transmissão apontava na direção oposta à prevista anteriormente. Para o motorista, isso deu origem a uma troca de marcha de trás para frente, com posições de nível de primeira e terceira marcha mais próximas do motorista e posições de segunda e quarta voltadas para a frente do carro.
A mudança tardia para tração traseira ameaçou reduzir o espaço para bagagem enquanto liberava espaço sob o capô/capô acima dos motores boxer de baixo perfil, e o fabricante aproveitou a oportunidade para reposicionar a roda sobressalente em um local sob o capô em um berço acima do motor.

## Goggomobil T 600
A produção em série do Goggomobil T600 começou em 12 de junho de 1958. O novo veículo de duas portas e quatro lugares incorporou vários recursos de estilo transatlântico da moda na época, incluindo um atraente para-brisa envolvente, pequenos rabos de peixe e um acabamento de pintura em dois tons. As luzes traseiras seguiam a silhueta aproximada de uma pequena chave e eram ditas como semelhantes às do estiloso Opel Kapitän.
Ainda nessa época, considerada avançada era a construção da carroceria monocoque de aço do carro (sem um chassi separado), cuja rigidez foi aprimorada em 1959 por meio da adição de comprimentos de seção de caixa de reforço em cada lado da seção do assoalho. As rodas dianteiras eram suspensas independentemente e a suspensão traseira seguia o padrão usual da época, combinando um eixo traseiro rígido com molas de lâmina.
O motor boxer de 584 cc desenvolvia uma potência máxima de 15 kW (20 PS) a 5.000 rpm, o que proporcionava uma velocidade máxima de 98 km/h. O carro pesava apenas cerca de 650 kg e era supostamente capaz de atingir 100 km/h em 61 segundos.
Incomum em um carro popular da época, o T600 incorporou um sistema elétrico de 12 volts em uma época em que os Volkswagens e os Fords alemães contemporâneos ainda saíam de fábrica com sistemas de 6 volts por mais dez anos.

## Goggomobil T 700
Quando a produção em massa começou em agosto de 1958, o T600 foi acompanhado pelo mais potente T700. Neste carro, o motor boxer de 688 cc desenvolvia uma potência máxima de 22 kW (30 PS) a 4.900 rpm, o que proporcionava uma velocidade máxima de 110 km/h e reduziu em um terço o tempo de aceleração para 100 km/h.

## Mudança de nome e expansão da autonomia
Para distanciar o modelo do menor e mais minimalista Goggomobil, e possivelmente também para tentar distrair da confiabilidade e dos problemas estruturais que afligiam os primeiros carros, em novembro de 1959 houve uma mudança de nome. O "Goggomobil T600" se tornou o "Glas Isar T600" e o "Goggomobil T700" se tornou o "Glas Isar T700". Na terra natal do fabricante na Baixa Baviera, o Rio Isar é o rio principal e teria desfrutado de uma ressonância calorosa com os clientes, embora posteriormente, quando a empresa começou a implementar uma estratégia de exportação, descobriu-se que os clientes em alguns países não-alemães achavam que o nome "Isar" soava "engraçado" e os carros exportados para esses mercados eram marcados como "Glas Isard", que presumivelmente soava menos "engraçado". Isard é o nome vernáculo para uma variante de camurça que vive nos Pirenéus, conhecida como uma corredora rápida e alpinista ágil, tornando-se um alvo difícil para caçadores. Os carros Glas Isard comercializados na Europa continental exibiam um Isard estilizado nos folhetos de vendas e, às vezes, como um emblema adicional na carroceria.
A mudança de nome foi acompanhada pelo surgimento de uma variante de perua de 3 portas, que foi denominada "Glas Isar K600" ou "Glas Isar K700", de acordo com o tamanho do motor.

## Reestilização
A única reestilização significativa foi revelada em agosto de 1960. Os carros cresceram 25 mm extras de comprimento, aparentemente para acomodar as luzes traseiras um pouco mais proeminentes. A opção de para-choques cromados foi adicionada para atender a uma solicitação feita pelo importador dos EUA. As luzes traseiras ainda eram montadas verticalmente nos cantos do carro, abaixo de pequenos rabos de peixe, mas agora ficaram maiores e assumiram um formato retangular, mais simples do que até então. O para-choque traseiro foi remodelado para acomodar as luzes maiores e a alça da tampa do porta-malas foi reposicionada, junto com a luz que iluminava a placa traseira. O teto traseiro foi remodelado para permitir uma janela traseira muito maior que seguia as tendências de estilo contemporâneas e expandia a visão para fora.
Os compradores do Isar T600 com motor menor viram a potência máxima reivindicada reduzida de 15 kW (20 PS) para 14 kW (19 PS). Curiosamente, a velocidade máxima reivindicada do T600 aumentou para 105 km/h. Em setembro de 1959, o design do carburador foi alterado e o fornecedor trocou a Bing pela Solex. Em 1960, possivelmente refletindo os crescentes níveis mínimos de octanagem dos combustíveis disponíveis, a taxa de compressão foi aumentada ligeiramente, e a redução na potência reivindicada também coincidiu com uma das duas mudanças nas relações de marcha mais baixas implementadas durante a vida útil do carro.
Não houve nenhuma reforma significativa entre 1960 e 1965, mas no final da produção, o carro adquiriu uma cobertura de couro sintético preto no painel. Nos carros finais, os assentos e o volante originais do Isar foram substituídos pelos do Glas 1004, mais novo e um pouco maior.

## Produção
Entre 1958 e 1965, a Glas produziu 73.311 sedãs Isar e, entre 1959 e 1965, mais 14.274 kombis Isar. 57% dos sedãs e 88% das kombis foram entregues com o motor maior de 688 cc.
Entre 1960 e 1965, o Isar também foi construído (com o emblema de Isard) na fábrica da empresa na Argentina, onde é lembrado como um dos carros mais populares da década de 1960.